# Lauch
De Lauch is een rivier in het Franse departement Haut-Rhin, Elzas. De rivier ontspringt bij Le Markstein. In de rivier zijn al voor de twintigste eeuw twee stuwmeren aangelegd, Lac du Ballon en Lac de la Lauch. Daarna stroomt de rivier door Guebwiller (door een steile vallei die Florival wordt genoemd) en Rouffach om bij Colmar in de Ill uit te monden.
- Virtual International Authority File: 241175753